# António Campelo

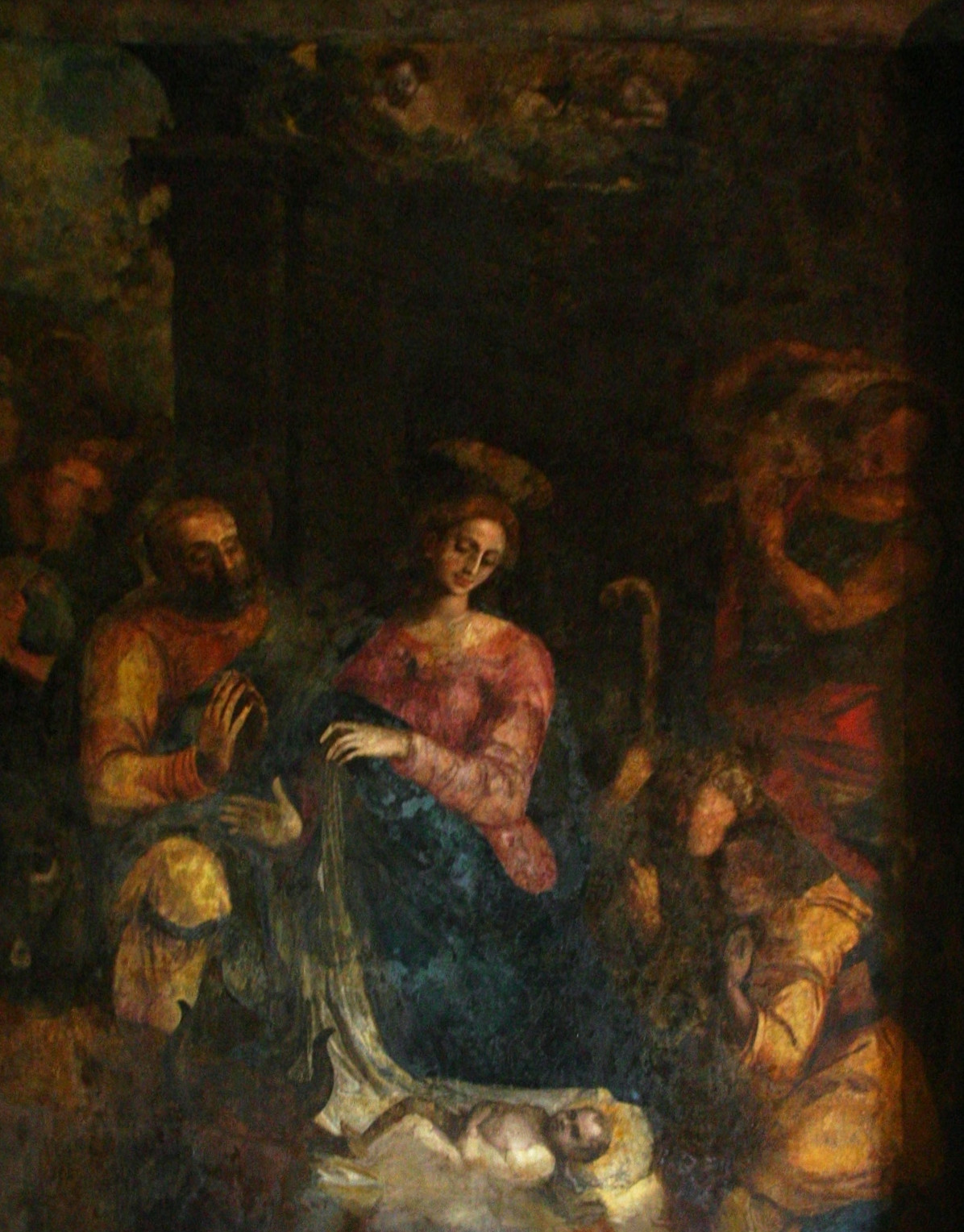
Adoração dos Magos (séc. XVI), refeitório do Mosteiro dos Jerónimos.

António Campelo foi um importante pintor maneirista de Portugal, ativo na segunda metade do século XVI. Foi muito elogiado por fontes portuguesas dos séculos XVII e XVIII, mas pouco de sua obra sobreviveu aos nossos dias. Só aparece mencionado no século XVII por Félix da Costa, que lhe chama António e por D. Francisco Manuel de Melo, que lhe chama Manuel.
Estudou em Roma com uma bolsa do rei D. João III. De suas pinturas, pouco sobrou. Um painel, representando Cristo com a cruz às costas e realizado para o Mosteiro dos Jerónimos, é a única pintura absolutamente identificada de Campelo, e localiza-se atualmente no Museu de Arte Antiga, em Lisboa. Também a ele é atribuída uma Adoração dos pastores, localizada no refeitório do Mosteiro. O Museu Municipal Carlos Reis, em Torres Novas, possui uma Adoração dos pastores também atribuída a Campelo.
Além destas poucas pinturas conhecidas, o Gabinete de Desenhos do MNAA possui oito desenhos do artista que demonstram a influência do maneirismo italiano na sua obra. Estes incluem desenhos realizados na sua estadia em Roma assim como estudos preparatórios para obras pictóricas já desaparecidas.